# لئوناردزویل (نیویورک)
لئوناردزویل (به انگلیسی: Leonardsville) یک منطقهٔ مسکونی در ایالات متحده آمریکا است که در شهرستان مدیسون، نیویورک واقع شده‌است. لئوناردزویل ۲۴۳ نفر جمعیت دارد و ۳۵۶٫۰۱ متر بالاتر از سطح دریا واقع شده‌است.